# Phobetes rufigaster
Phobetes rufigaster là một loài tò vò trong họ Ichneumonidae.